# Osmylus fulvicephalus
Il crisopide dei ruscelli (Osmylus fulvicephalus (Scopoli, 1763)) è un insetto dell'ordine dei neurotteri e della famiglia degli osmilidi.

## Descrizione

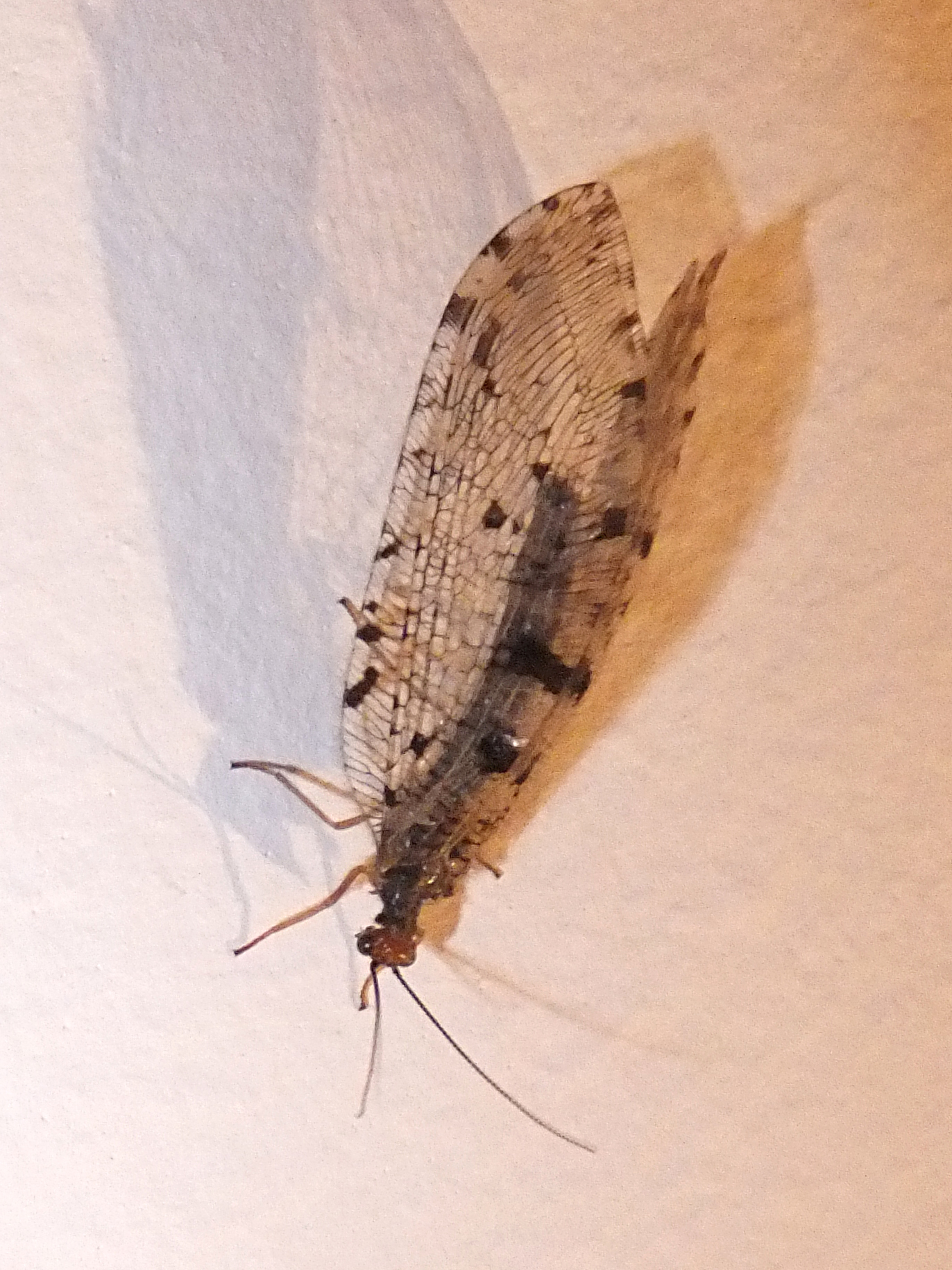
Esemplare fotografato a Piazzo, Trentino, Italia

Il corpo è quasi uniformemente nero, mentre risaltano le zampe pallide e il capo rosso-aranciato (da cui deriva il nome scientifico di fulvicephalus); le ali sono ialine, con macchie nere che, verso l'attaccatura, hanno forma vagamente quadrangolare. Il corpo è lungo circa 15 mm, e può raggiungere un'apertura alare di 45 mm.

## Biologia
L'adulto è attivo principalmente al crepuscolo, e può essere rinvenuto tra maggio e luglio. Durante la stagione degli accoppiamenti, il maschio espone l'addome da cui estroflette due ghiandole odorifere, con cui attira la femmina.
Le uova vengono deposte sulle foglie delle piante vicino alla riva; la larva trascorre gran parte del tempo nascosta fuori dall'acqua, immergendosi occasionalmente per catturare larve di altri insetti, che trascina a riva e di cui consuma i fluidi tramite due apposite pinze succhiatrici. Dopo circa sette mesi la larva s'impupa, avvolgendosi in un bozzolo grossomodo sferico.

## Distribuzione e habitat
Come tutti gli osmilidi, predilige gli ambienti umidi e ombreggiati e vive quindi generalmente nei pressi dei corsi o degli specchi d'acqua, fino ad un'altitudine di 1500 mslm. È l'unica specie di osmilide presente in Italia, dove è diffusa in modo discontinuo su tutto il territorio tranne in Sardegna (è incerta la sua presenza in Sicilia); vanta una buona diffusione anche nel resto d'Europa, risultando non segnalata in alcune isole (Corsica, Baleari, Islanda) e in alcuni paesi, principalmente scandinavi o esteuropei.

## Tassonomia
Va notato che alcuni autori hanno indicato questa specie con il nome di Osmylus chrysops; tale nome venne utilizzato già da Linneo nelle sue collezioni, tuttavia la descrizione dell'insetto corrispondente a questo nome evidenzia che si trattava piuttosto di una Chrysopa (nello specifico, Chrysopa perla).